# Bandera de Sant Gregori
La bandera oficial de Sant Gregori té la següent descripció:
Bandera apaïsada de proporcions dos d'alt per tres de llarg, dividida en dues parts iguals per una diagonal ascendent; la primera vermella amb la creu papal de l'escut, blanca, al cantó; d'altura de 5/9 del total i separada de l'angle per 1/9; i la segona dividida en 9 franges diagonals ascendents de la mateixa amplada, cinc grogues i quatre vermelles alternades.
Va ser aprovada el 14 d'abril de 1997 i publicada en el DOGC el 15 de maig del mateix any amb el número 2392.